# Oursi
Pour le département, voir Oursi (département).
Oursi est une commune située dans le département d'Oursi, dans la province d'Oudalan, région du Sahel, au Burkina Faso.

## Géographie

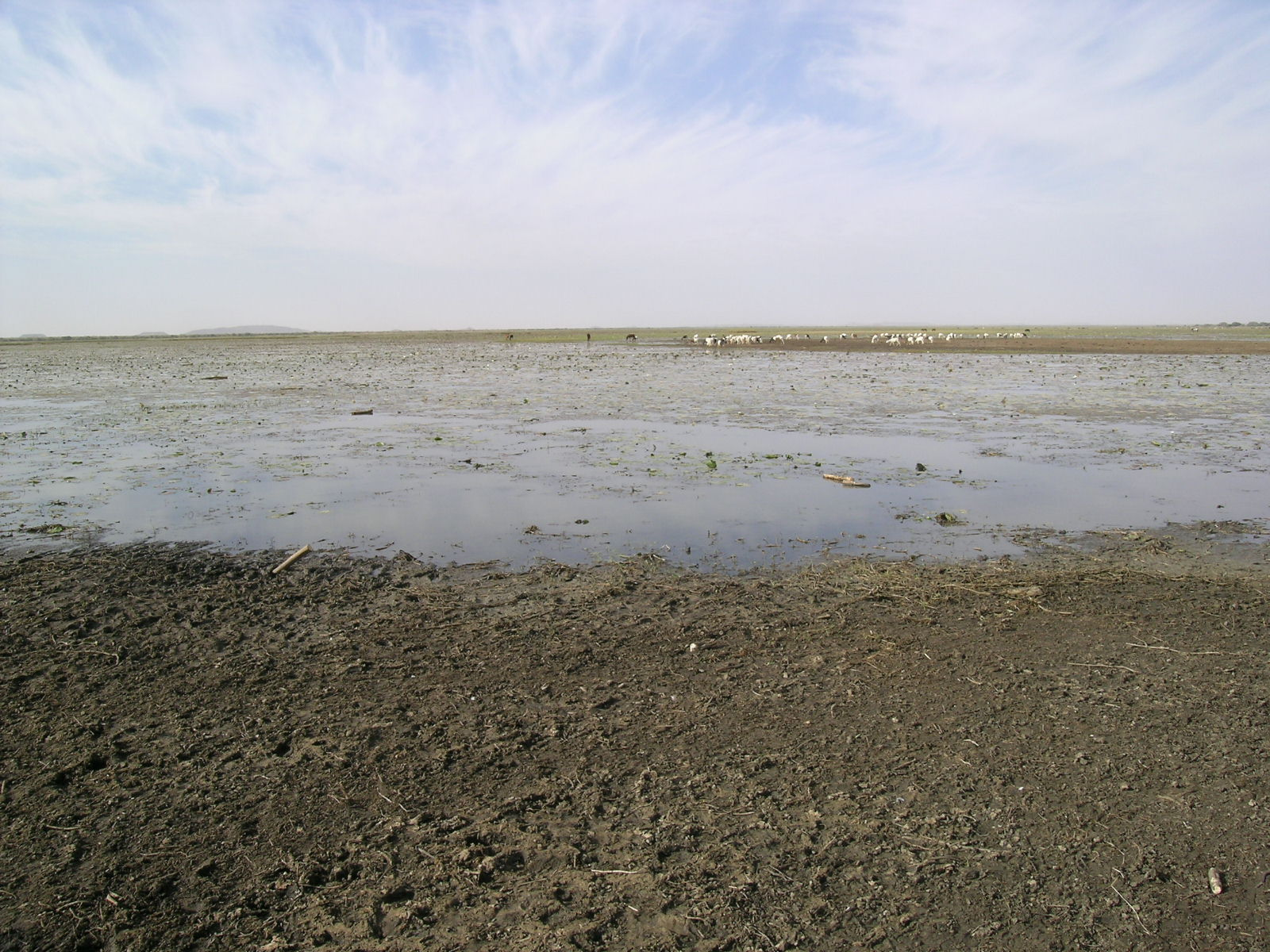
Mare d'Oursi en janvier 2007

## Économie

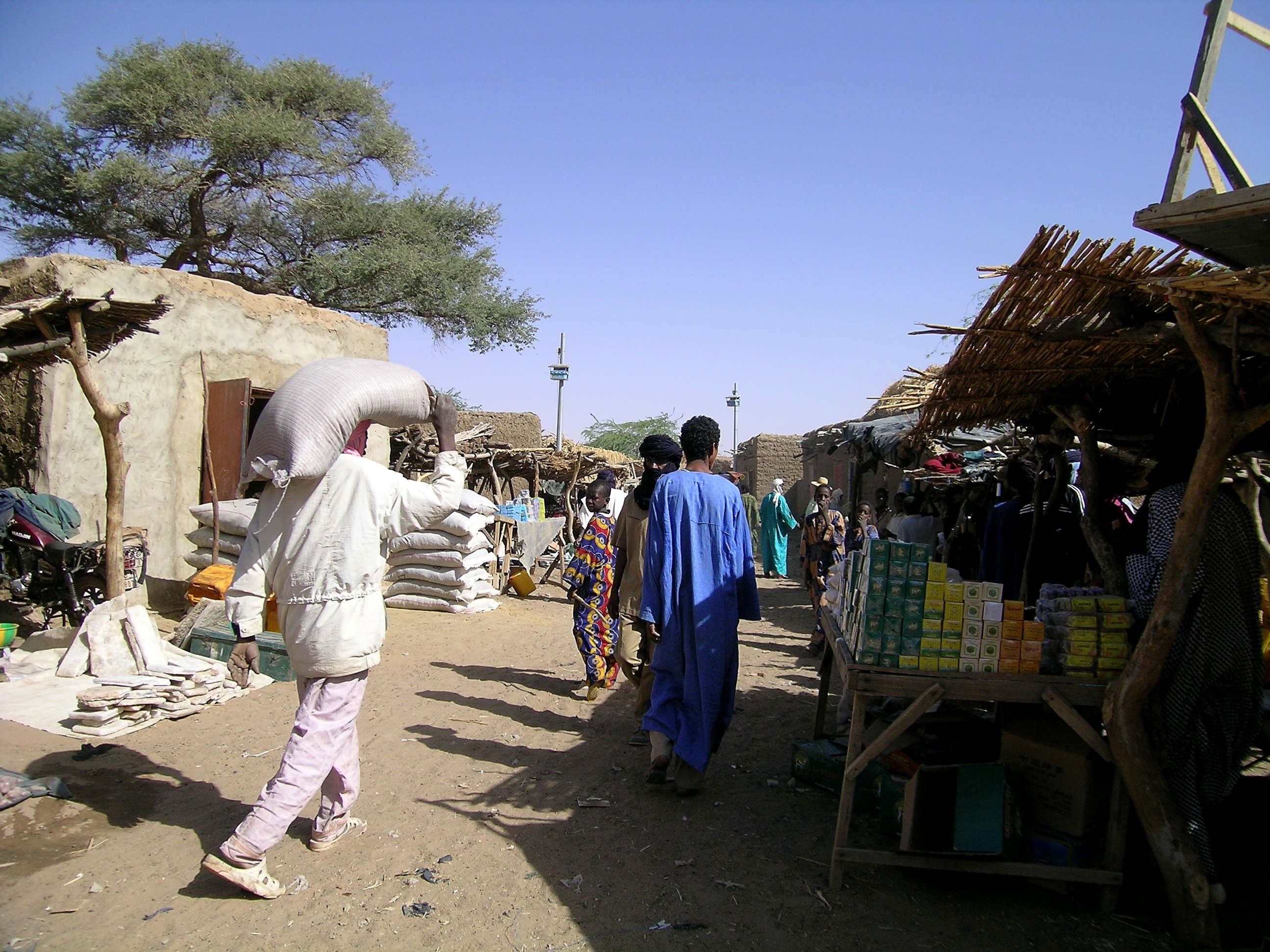
Marché d'Oursi

La commune est équipée d'un forage d'eau, avec une pompe (2017).